# Anatoli Krupensky
Anatoli Krupensky (în rusă Анатолий Николаевич Крупенский; n. 3 noiembrie 1850, Chișinău, Imperiul Rus – d. 5 decembrie 1923, Roma, Regatul Italiei) a fost un latifundiar și diplomat țarist, ambasador al Imperiului Rus în Regatul Italiei pe parcursul anilor 1912–1915.

## Biografie
S-a născut la Chișinău în 1850, în familia lui Nikolai Krupensky (1822–1893), șambelan și mareșal al nobilimii din Basarabia. Fratele său Vasili a fost la fel diplomat, Pavel a fost deputat în Duma de Stat din partea Basarabiei, pe când Mihail și Aleksandr au fost mareșali guberniali ai nobilimii basarabene.
A început să primească studii superioare la Universitatea imperială „Sf. Vladimir” din Kiev, iar în septembrie 1871 s-a mutat la facultatea de drept a Universității din Moscova, absolvind-o în 1874. După absolvire, a intrat în serviciul Ministerului Afacerilor Externe țarist.
A fost secretarul de gradul 2 al ambasadelor ruse din Austro-Ungaria (1878-1883) și Marea Britanie (1883-1891), și, ulterior, secretar de gradul 1 al ambasadei din Londra (1891-1896).
În anii 1896-1905 a fost consilier al ambasadei din Italia, iar apoi, trimis extraordinar și ministru plenipotențiar în Norvegia (1905-1912). A participat la negocierile privind problema delimitării arhipelagului Svalbard la conferințele internaționale desfășurate la Christiania (Oslo) în 1910 și 1912.
Între anii 1912-1915 a fost ambasador în Italia. După Revoluția din octombrie 1917, a rămas tot acolo.
Ca proprietar de terenuri, a deținut 542 de zeciuieli în ținutul Camenița din gubernia Podolia.
A murit pe 5 decembrie 1923 la Roma, fiind înmormântat în cimitirul protestant (Testaccio).

## Distincții
- Ordinul Sf. Vladimir, gradul II
- Ordinul Sf. Ana, gradul I
- Ordinul Sf. Stanislav, gradul I
- semnul Crucii roșii
- Crucea de Mare Ofițer a Legiunii de Onoare Franceză
- Ordinul Coroana României, gradul II
- Marea Cruce Italiană a Coroanei
- Crucea de Ofițer al Ordinului suedez Vasa
- Crucea comandantului papal Pius al IX-lea
- Ordinul muntenegrean al Principelui Daniel I, gradul II